# Le Journal des Flandres
Le journal des Flandres est un hebdomadaire d'information générale fondé en 1857 et diffusé en France, en Flandres (Dunkerque). Le Journal des Flandres est distribué par les supermarchés, boulangeries, ou petits commerces. Il est rédigé en français. Il fait partie du groupe Nord Littoral, qui lui-même est possédé par le groupe Rossel La Voix.

## Organisation
Le journal, qui paraît le mercredi, est centré sur les actualités nationales et internationales, l'économie, le sport, le divertissement, la haute technologie. Il propose par ailleurs des pages thématiques : voyages, cinéma, télévision, sorties, auto-moto, bandes dessinées.
Le Journal des Flandres est publié en parallèle du Phare Dunkerquois, les journalistes de la rédaction contribuent aux deux titres. Si le Phare Dunkerquois est diffusé autour de Dunkerque et Gravelines, le Journal des Flandres est diffusé davantage dans les terres, la zone de diffusion couvre principalement la Communauté de communes des Hauts de Flandre.

## Diffusion
- Le Journal des Flandres [1]

| Titre                   | 2007  | 2008  | 2009  | 2010  | 2011  | 2011-2012 |
| ----------------------- | ----- | ----- | ----- | ----- | ----- | --------- |
| Le Journal des Flandres | 3 979 | 4 116 | 4 150 | 4 194 | 5 207 | 5 152     |